# Álvaro Vieira
Alvaro, właśc. Alvaro Luis Tavares Vieira (ur. 10 marca 1995 w São Paulo) – brazylijski piłkarz, grający na pozycji napastnika.

## Kariera piłkarska

### Kariera klubowa
Wychowanek klubu ECUS. W 2017 podpisał kontrakt z União Mogi. W następnym 2018 roku przeszedł do Monte Azul. Latem 2018 przeniósł się do AA Francana. 19 lutego 2019 został piłkarzem FK Lwów.